# Boxed Set2
Boxed Set 2 è una raccolta, composta da due dischi, che contiene i brani non inclusi nella precedente raccolta Led Zeppelin e un brano mai pubblicato in precedenza, Baby Come on Home.
La raccolta ha debuttato al numero 87 della classifica Billboard.

## Tracce

### Disco 1
1. Good Times Bad Times
2. We're Gonna Groove
3. Night Flight
4. That's the Way
5. Baby Come on Home (Inedita)
6. The Lemon Song
7. You Shook Me
8. Boogie with Stu
9. Bron-Yr-Aur
10. Down by the Seaside
11. Out on the Tiles
12. Black Mountain Side
13. Moby Dick
14. Sick Again
15. Hot Dog
16. Carouselambra

### Disco 2
1. South Bound Saurez
2. Walter's Walk
3. Darlene
4. Black Country Woman
5. How Many More Times
6. The Rover
7. Four Sticks
8. Hats Off to (Roy) Harper
9. I Can't Quit You Baby
10. Hots on for Nowhere
11. Living Loving Maid (She's Just a Woman)
12. Royal Orleans
13. Bonzo's Montreux
14. The Crunge
15. Bring It on Home
16. Tea for One

## Formazione
- Jimmy Page - chitarra
- Robert Plant - voce e armonica
- John Paul Jones - basso, tastiere e mandolino
- John Bonham - batteria